# Csáji László Koppány
Csáji László Koppány (Budapest, 1971. október 15. –) magyar író, költő, kulturális antropológus és ügyvéd. A Magyar Írószövetség, a Magyar Néprajzi Társaság, a Budapesti Ügyvédi Kamara, a FilmJus és az Európai Szociálantropológus Társaság (EASA) tagja, a Magyar Kulturális Antropológiai Társaság (MAKAT) felügyelőbizottsági tagja, továbbá a SIEF (International Society for Ethnology and Folklore) Young Scholars Working Group vezetőségének (2021-től 2023-ig társelnöke) és a Napút-körnek is tagja, az MTA köztestületének tagja, 2022. június 1-től a Magyar Művészeti Akadémia Művészetelméleti és Módszertani Kutatóintézet (MMA MMKI) igazgatója.

## Életpályája
Csáji Attila és Kricsfalussy Erzsébet gyermekeként született. Az ELTE Állam- és Jogtudományi Karán szerzett jogász diplomát 1996-ban. Hadkötelezettsége miatt a Bolyai János Katonai Műszaki Főiskola hallgatója lett, és logisztikai tanulmányai után hadtáp szakos tartalékos hadnagyi diplomát szerzett (1996). 1996 és 1999 között dr. Strasser Tibor ügyvéd ügyvédjelöltje volt, 1999-ben jogi szakvizsgát tett, és megalapította saját ügyvédi irodáját (Dr. Csáji Ügyvédi Iroda). A Pécsi Tudományegyetem Néprajz – Kulturális Antropológia Tanszéken alapszakos (2011), mesterszakos (2013) diplomát, majd a néprajz és kulturális antropológia tudományok doktora (PhD) fokozatot szerzett 2020-ban.
Házas; felesége Tamás Ildikó nyelvész, folklorista, az ELKH (ma: HUN-REN) Néprajztudományi Intézet főmunkatársa; két gyermekük van: Gergely Kál (1998) és Gyöngyvér Dorottya (2004).
Ügyvédként a klasszikus polgári és gazdasági jog területén dolgozik 1999-től, szakterülete a cégjogtól az ingatlanjogon, számviteli- és adójogon, továbbá a családjogon keresztül az öröklési és szerződéses (kötelmi) ügyekig terjed.
Néprajzi, antropológiai terepmunkáit a Kárpát-medencében (főleg Székelyföldön, a Vajdaságban és Közép-Magyarországon), továbbá Pakisztánban, Indiában, Nepálban, Oroszországban, Nyugat-Kínában, Japánban, Skandináviában és a Szaharában folytatta.
Az interpretatív antropológia módszereit a diskurzuselmélet és a kognitív szemantika eredményeivel ötvözve új antropológiai elméleti és módszertani keret kidolgozásával kísérletezik. Meghívott előadóként tartott előadást többek között a UCLA-n, a Kyoto Sangyo University-n, a kaunasi Vytautas Magnus University-n, a Magyar Tudományos Akadémia Bölcsészettudományi Kutatóközpontjában és számos tudományos konferencián. Tudományos publikációit a Magyar Tudományos Művek Tára (MTMT), az Academia.edu és a ResearchGate adatbázis is tartalmazza. A Napút folyóirat szerkesztője (VoltJelen rovat), a Napút-kör tagja. Magyarországon és külföldön több mint száz esszéje, verse és novellája jelent meg a Napút, a Magyar Művészet, a Kalligram, a Búvópatak, a Lyukasóra, a Szózat, az Életünk, az Ezredvég, a Szcenárium, a Kethalo Drom, a Polísz, a Lenolaj, a Kapu, a QuArtett és a Muravidék folyóiratban. Az eddig 15 kötetnél tartó Ómúltunk Tára tudományos és ismeretterjesztő könyvsorozat sorozatszerkesztője a Napkút Kiadónál. Egyes írásait orosz, angol és szerb nyelvre fordították, jelenleg készül néhány versének finn nyelvű fordítása.
Etnológiai gyűjtéseiről 2001-től készít filmeket; huszonkét dokumentumfilmjét és dokumentumjátékfilmjét, továbbá egy kisjátékfilmjét mutatta be a Duna Televízió, majd az MTVA csatornái, de számos mozi (Uránia Nemzeti Filmszínház, Tabán) is műsorára tűzte.
2014-ben a Kőrösi Csoma Sándor-díjjal (emlékéremmel) tüntették ki a magyar kultúra és Kőrösi Csoma Sándor szellemi hagyatékának ápolásáért Kovásznán. 2018-ban az Aquincum Költőverseny költőverseny közönségdíját nyerte el Julianus császárról írt időmértékes (hexameteres) versével. 2018-ban a Magyar Nemzeti Filmalap történelmi nagyjátékfilm-pályázatának nyertese lett, majd a forgatókönyvet (Kezdetek és végzetek) a Nemzeti Filmintézet támogatásra elfogadta (2020).
A 2019-ben készült Szabadság, harc című történelmi kisjátékfilmjét (forgatókönyvíró: Csáji László Koppány és Gueth Ádám, producer: Csáji László Koppány és Sára Balázs, rendező: Sára Balázs, főszereplő: Dévai Balázs, Tóth János Gergely és Jerger Balázs) a Savaria és az Ars Sacra filmfesztiválon is a döntős alkotások közé választották. Producere és forgatókönyvírója volt az Őseink nyomában (2014, MTVA) című dokumentumjátékfilmnek, továbbá a Lovasnomádok utódai Indiában című tízrészes dokumentumfilm-sorozatnak (2007, Duna Televízió), a Lovasnomád hatások az indiai társadalomra és kultúrára (2006, Duna Televízió), a Kasztrendszer az atomkorban I–II., (2005, Duna Televízió), A fehér hunok nyomában Ázsiában (2004, Duna Televízió), a Viszontagságos út a khowárok földjére, az afgán–pakisztáni határon (2003, Duna Televízió), az Ázsia elzárt szíve, Ujguria (2003, Duna Televízió), a Hunza mítoszok Belső-Ázsiában (2002, Duna Televízió) című dokumentumfilmeknek. 2022-től a Magyar Művészeti Akadémia Művészetelméleti és Módszertani Kutatóintézetének igazgatói tisztségét látja el.

## Munkássága
Első önálló kötete 1999-ben jelent meg Dzsánkrí címmel (lírai útleírás és versek; Masszi Kiadó). Ezt követően jelent meg a három kötetes Tündérek kihalófélben című útleírása, történelmi és néprajzi ismeretterjesztő kötete a népdalgyűjtéseit tartalmazó CD-melléklettel (2004), majd pedig egy tudományos ismeretterjesztő kismonográfiája A sztyeppei civilizáció és a magyarság címmel (négy eddigi kiadása: 2007, 2010, 2012 és 2018). Eddig két verseskötete jelent meg, Ég az út mögöttem (Fiatal Írók Szövetsége, Napkút Kiadó 2008) és A palackposta csöndje (Cédrus, 2020) címmel, továbbá két novelláskötete, A hajléktalan, a csók és a terrorista (Napút, Káva-Téka, 2011), és Suttogás a Zajban (Cédrus, 2019) címmel. 2017-ben jelent meg a Manasz kirgiz hőseposz első teljes magyar nyelvű műfordítása (Molnár Kiadó, Török-Magyar Könyvtár), amit az eredeti kirgiz szöveg költői eszköztárának magyarra átültetésével Somfai-Kara Dávid közreműködésével készített el. Két számi (lapp) kísérleti dráma fordításával szerepel a Szerencsefia című, számi drámafordításokat tartalmazó kötetben (2017, Napkút Kiadó).

## Főbb művei
- Dzsánkrí. Utazás Belső-Magaria bronzkorába; Masszi, Budapest, 1999 (Napút könyvek)
- Tündérek kihalófélben, 1-3.; Napkút, Budapest, 2004 + CD ROM
  - 1. Fehér hunok nyomában Ázsia szívében
  - 2. A hunok történelme és utódnépei
  - 3. Szemelvények Hunza szellemi néprajzkincséből
- Ég az út mögöttem. Képzeletgaloppok öt világtájon; Napkút–FISZ, Budapest, 2006 (Hortus conclusus)
- A sztyeppei civilizáció és a magyarság. Adalékok az eurázsiai sztyeppei civilizáció kutatásához, a magyar őstörténet-kutatás gyökeres változásához, illetve a sztyeppei vagy sztyeppei eredetű népek etnogenezis-kutatásához, illusztrációként az indiai kapocs rövid bemutatásával; Cédrus Művészeti Alapítvány–Napkút, Budapest, 2007 (Ómúltunk tára)
- A sztyeppei civilizáció és a magyarság. Adalékok az eurázsiai sztyeppei civilizáció kutatásához, a magyar őstörténet-kutatás gyökeres változásához, illetve a sztyeppei vagy sztyeppei eredetű népek etnogenezis-kutatásához, illusztrációként az indiai kapocs rövid bemutatásával; 3. átdolg., bőv. kiad.; Cédrus Művészeti Alapítvány–Napkút, Budapest, 2010 (Ómúltunk tára)
- A hajléktalan, a csók és a terrorista. Rövid novellák; Napkút, Budapest, 2011 (Káva téka)
- Manasz. Kirgiz hőseposz; nyersfordítás Somfai Kara Dávid, műford. Csáji László Koppány; Molnár, Budapest, 2016 (Török-magyar könyvtár)
- Suttogás a zajban. Rövid novellák; Cédrus Művészeti Alapítvány, Budapest, 2019
- A palackposta csöndje; Cédrus Művészeti Alapítvány, Budapest, 2020